# 안청로
안청로(Ancheong-ro)는 경기도 평택시 안중읍 현화교차로 에서 평택시 청북읍 옥길교 를 잇는 경기도의 도로이다.

## 주요 경유지
경기도
- 평택시 (안중읍 . 청북읍)

## 노선
| 이름              | 접속 노선                | 소재지 | 소재지 | 비고 |
| ----------------- | ------------------------ | ------ | ------ | ---- |
| 현화 교차로       | 국도 제38호선 (서동대로) | 평택시 | 안중읍 |      |
| 학현2 교차로      |                          | 평택시 | 안중읍 |      |
| 학현 교차로       | 현화6길                  | 평택시 | 안중읍 |      |
| 덕우 교차로       | 안중북로                 | 평택시 | 안중읍 |      |
| (생태터널)        |                          | 평택시 | 안중읍 |      |
| 옥길교            |                          | 평택시 | 안중읍 |      |
|                   | 청북읍                   | 평택시 |        |      |
| 청북양감로와 직결 |                          |        |        |      |